# Институт экологии Волжского бассейна РАН
Институ́т эколо́гии Во́лжского бассе́йна РАН — научно-исследовательский институт Российской академии наук, расположенный в Тольятти.

## История

### Биостанция
После появления в 1950-х годах на Волге крупнейшего в мире Куйбышевского водохранилища и ожидаемом заполнении ещё ряда водохранилищ Волжско-Камского каскада ГЭС возникла острая необходимость в создании единого научного центра, занимавшегося бы координацией работ по биологическому изучению водохранилищ. Для этого научно-исследовательская станция «Борок» была реорганизована в Институт биологи водохранилищ АН СССР (ИВБ). Постановлением Президиума АН СССР № 515 от 21 сентября 1956 года была утверждена структура нового института: в него вошли 7 лабораторий и 2 периферийные биостанции Горьковская и Куйбышевская. Определялась и структура биостанций: «Куйбышевская биологическая станция структурно приравнена к лаборатории. В её составе научные группы: гидрохимии, микробиологии, фитопланктона, зоопланктона, зообентоса, ихтиологии».
22 апреля 1957 года у биостанции появился директор — старший научный сотрудник Николай Андреевич Дзюбан. И, наконец, в мае 1957 года появилась сама биостанция. Предполагалось, что она будет размещаться в Ульяновске. Однако корабль, на котором плыл директор ИВБ И. Д. Папанин, проходил Ульяновск ночью, и капитан побоялся будить горячего и не сдержанного на язык Папанина, который проснулся только у Куйбышева. В Куйбышевском обкоме партии его уговорили не возвращаться, а открыть биостанцию на месте, в Куйбышевской области, к тому же встреченный им давний знакомый И.Комзин, руководитель строительства Куйбышевской ГЭС, предложил открыть биостанцию в Ставрополе (ныне Тольятти), пообещав место, стройматериалы и рабочие руки. Так в силу определённого казуса местом для биостанция стал Тольятти.
Руководство КГС передало биостанции «безвозмездно двухэтажный брусчатый оштукатуренный дом в поселке Комсомольском, в верхнем бьефе водохранилища». Согласно отчёту за 1957 год штат биостанции состоял из 5 человек административно-технического персонала, 10 человек научно-технического персонала (среди которых 4 научных сотрудника) и 10 человек — команда экспедиционного флота.
Талантливый руководитель Н. Дзюбан при активной поддержке ИБВ много сделал для развития станции. Штат биостанции за десять лет со дня основания вырос в 4 раза. Для сотрудников был построен трёхэтажный дом. Да и сама биостанция в 1964 году въехала в новое трёхэтажное здание на берегу Волги, с хорошо оборудованными 18 лабораторными комнатами, 2 аквариальными, 4 административными кабинетами, залом заседаний на 80 человек, музейным помещением и библиотекой. Около здания при участии сотрудников Главного ботанического сада АН СССР был разбит дендропарк, содержавший более ста видов растений, среди которых редкие для региона и охраняемые виды.
Активно велась и научная работа. По инициативе Николая Андреевича сотрудники станции много времени посвятили изучению дрейссены, неожиданное увеличение численности которой оказалось сюрпризом для учёных и приводило к помехам водоснабжения и даже авариям на ГЭС. Были изучены биология и экология моллюска, и в 1964 году в Тольятти прошла Первая научно-техническая конференция «Дрейссена в водохранилищах и гидротехнических сооружениях». В 1968 году в Тольятти состоялась Первая Всесоюзная конференция по изучению Волги и водоемов её бассейна (Волга-1), ставшая регулярной. Конференция Волга-3 в 1982 году вновь прошла в Тольятти.
В 1974 году Николай Дзюбан перешёл на работу в тольяттинскую гидрометеорологическую обсерваторию, и новым директором биостанции стал Сергей Михайлович Ляхов, ранее работавший научным сотрудником, а с 1959 года учёным секретарём. Под его руководством велись работы по изучению бентоса Куйбышевского и Волгоградского водохранилищ, разрабатывался комплекс мер по очистке гидротехнических сооружений от обрастаний.
В 1972 году в Тольятти, куда он прибыл с курсом лекций, скончался видный учёный Александр Любищев. В ноябре 1989 года его останки были перезахоронены на территории Института экологии Волжского бассейна.
С 1978 года биостанцию возглавлял Виктор Иванович Попченко, пришедший на работу в 1977 году и являвшийся ей учёным секретарём. Кроме административной работы он занимался изучением многолетних изменений абиотических и биотических условий Куйбышевского водохранилища, условий естественного воспроизводства рыб Саратовского водохранилища. Под его руководством были проведены комплексные исследования фитофильных биоценозов, суточной ритмики и динамики их населения, что было впервые в волжском бассейне.

### Научная деятельность биостанции
С момента основания Куйбышевская биостанция изучала гидробиологические процессы, формирование флоры и фауны южных водохранилищ Волжско-Камского каскада. Основным объектом исследований стало Куйбышевское водохранилище. Исследования проводились комплексно: одновременно с изучение зоо- и фитопланктона, микроорганизмов, бентоса и ихтиофауны проводились гидрологические и гидрохимические исследования. Тщательно описывалась гидрофизика: температурные режимы в разные периоды, прозрачность, направления и скорости течений.
Результатом стали научные работы, характеризующие уровень продуктивности водохранилищ, биологию массовых видов, что нашло применение в оценке кормовой базы для промысловых, защите гидротехнических сооружений от обрастаний.

### Институт
29 июля 1983 года распоряжением Совета Министров СССР № 1224 р и постановлением Президиума АН СССР № 1307 от 20 октября 1983 г. биостанция была преобразована в самостоятельный институт при Академии наук СССР. Директором-организатором был назначен доктор биологических наук Станислав Максимович Коновалов, а Виктор Попченко стал заместителем директора по науке и заведующим лабораторией вторичных продуцентов.
Было построено новое здание, расширился состав специалистов.
В 1991 году при институте была открыта аспирантура. За период 2008—2012 годов аспирантуру закончило 13 человек, из них 11 защитило или представило диссертацию. В 2003 году появилась докторантура по специальности «Экология». Также получены лицензии на право осуществления образовательной деятельности в сфере послевузовского дополнительного профессионального образования по специальностям: «Ботаника», «Зоология», «Ихтиология», «Экология», «Гидробиология» и «Паразитология». Действует диссертационный совет по защите диссертаций на соискание учёной степени доктора наук.
Институт находится в зелёной зоне Тольятти, почти на берегу Куйбышевского водохранилища, на территории института имеется дендропарк.
При институте работают Тольяттинское отделение Всероссийского гидробиологического общества и Тольяттинское отделение Русского ботанического общества Архивная копия от 25 декабря 2013 на Wayback Machine.
Институт располагает научно-исследовательским стационаром «Кольцовский» в посёлке Мордово (площадь земли 1 га, площадь жилых, лабораторных и подсобных помещений — более 100 м².

## Научная деятельность
Основными направлениями научной деятельности Института являются:
- Изучение структурно-функциональной организации экосистем бассейна реки Волги;
- Развитие теоретических основ сохранения, воспроизводства и рационального использования биологических ресурсов бассейна реки Волги;
- Изучение механизмов адаптации гидробионтов и устойчивости водных экосистем в условиях природной и антропогенной трансформации среды;
- Разработка методологических основ экологического мониторинга.

Сотрудниками института за годы работы были созданы:
- математическая модель гидродинамики Волжского каскада ГЭС;
- составлены карты затоплений в случае разрушений Волжской, Чебоксарской и Нижнекамской ГЭС;
- кадастр фауны свободноживущих инфузорий и рыб Самарской области;

## Научные подразделения
В структуру института входят следующие научные подразделения:
- лаборатория мониторинга водных объектов;
- лаборатория экологии простейших и микроорганизмов;
- лаборатория экологии малых рек;
- лаборатория популяционной экологии;
- лаборатория ландшафтной экологии;
- лаборатория проблем фиторазнообразия (зав. лабораторией — д.б.н., профессор С. В. Саксонов);
- лаборатория фитоценологии;
- лаборатория герпетологии и токсинологии;
- лаборатория моделирования и управления экосистемами (зав. лабораторией — д.б.н., профессор, член-корреспондент РАН Г. С. Розенберг);
- лаборатория экологической биохимии;
- группа фитопланктона.

## Сотрудники
На 1 января 2013 года штат Института экологии составляет 110 человек, из них 75 научных сотрудников, 35 научно-технических работников. В нём работают 2 члена-корреспондента РАН, 10 докторов наук (7 из которых них имеют звание «профессор», в том числе 5 — обладатели почётного звания «Заслуженный деятель науки РФ» и 1 — почетное звание «Заслуженный эколог РФ»), а также 43 кандидата наук. За предыдущие пять лет общее число сотрудников сократилось на 6человек, а научных — увеличилось на 14.
3 сотрудника являются лауреатами премии Правительства РФ, 2 лауреата Премии Благотворительного фонда поддержки науки имени академика В. Е. Соколова, 2 лауреата Премии Ленинского комсомола. Неоднократно сотрудники институты были удостоены государственных научных стипендий (1995 — 3; 1998 — 6; 2000 — 3 человека). 6 человек — обладатели стипендии молодых талантливых учёных.
27 сотрудников института награждены грамотой Российской академии наук и 24 сотрудникам объявлена благодарность Президента РАН.
Средний возраст постоянных сотрудников — 56 лет. Средний возраст руководителей подразделений — 63 года, докторов наук — 69 лет, кандидатов наук — 50 лет.
Доля научных сотрудников в возрасте до 40 лет — 35 %. Более половины сотрудников имеют стаж работы в Институте более 10 лет.

## Результаты научной деятельности
Основными направлениями научной деятельности Института являются:
- Изучение структурно-функциональной организации экосистем бассейна реки Волги;
- Развитие теоретических основ сохранения, воспроизводства и рационального использования биологических ресурсов бассейна реки Волги;
- Изучение механизмов адаптации гидробионтов и устойчивости водных экосистем в условиях природной и антропогенной трансформации среды;
- Разработка методологических основ экологического мониторинга.

Сотрудниками института за годы работы были созданы:
- математическая модель гидродинамики Волжского каскада ГЭС;
- составлены карты затоплений в случае разрушений Волжской, Чебоксарской и Нижнекамской ГЭС;
- кадастр фауны свободноживущих инфузорий и рыб Самарской области;

Кроме того, только за период с 2000 по 2012 год в рамках ежегодного отчётного доклада Президиума РАН были озвучены следующие наиболее примечательные результаты работы института:
- методика мониторинга антропогенного воздействия на качество вод водохранилищ, позволяющая с высокой точностью и оперативностью решать следующие задачи: разделение водных масс различного генезиса, определение границ и размеров зон загрязнения, проведение расчетов содержания загрязняющих соединений в природных водах[3].
- создание механизма переноса электронов и формирования защитного слоя на поверхности металлов, замедляющего процесс коррозии металлов, в анаэробных хемоорганотрофных и метанотрофных бактериальных культурах[4].
- создание компьютерной базы данных, представляющей основу «Конспекта водной альгофлоры в бассейне Нижней Волги». База данных содержит информацию о структуре водорослей, обитающих в водохранилищах, в водотоках различного типа и озёрах региона. Сформированная база данных состоит из 1643 видов, разновидностей и форм водорослей, зарегистрированных в Куйбышевском, Саратовском и Волгоградском водохранилищах (1957-95 гг.), 557 — в водотоках и озёрах района Волго-Ахтубинской поймы (1997 г.), 587 — в притоках Волги (1985-99 гг.), 457 — в озёрах и прудах национального парка «Самарская Лука» (1998—2000 гг.) и 256 — в городских озёрах (Тольятти, 1991—2001 гг.)[5]
- обнаружение существенных изменений в структуре сообщества моллюсков Волги, связанных с интервенцией видов-вселенцев на примере Dreissena bugensis, вытеснившего ранее обитавший вид Dreissena polymorpha[6].
- составление экологических паспортов городских водоёмов Тольятти. В паспортах содержится природногеографическая, гидрологическая, гидрохимическая и гидробиологическая характеристики городских озёр. Даны оценки экологического состояния по совокупности абиотических условий и продукционных показателей биоты и качеству воды. Разработка рекомендаций по эксплуатации паспортизированных водоемов. Материалы переданы в Комитет природных ресурсов при мэрии Тольятти[7]
- создание Целевой программы рационального использования, устойчивого функционирования и развития городских лесов Тольятти, утверждённой Городской думой Тольятти. Разработка конкретных мероприятий по сохранению лесов и их реконструкции с целью адаптации к использованию в рекреационных целях. Составление прогнозных оценок состояния лесов на перспективу при различных подходах к их использованию[7].
- составление прогнозных ландшафтно-экологических сценариев для территории Волжского бассейна. Ожидается повсеместная аридизация и смещение к северу зональных и подзональных границ природных комплексов[8].
- разработка оригинальной системы балльной оценки статуса охраняемых объектов, основанной на анализе тенденции в изменении численности и встречаемости вида[8].
- составление Государственного доклада о состоянии окружающей природной среды Самарской области за 2001 год, в котором был представлен обширный материал, характеризующий различные аспекты экологической обстановки в регионе, анализ качества природной среды и состояние природных ресурсов: атмосферный воздух, поверхностные и подземные воды, почвы и земельные ресурсы, недра, растительный мир, животный мир, рекреационные ресурсы. Учёт влияния экологических факторов среды на здоровье населения, а также воздействия отраслей экономики на окружающую среду. Разработка рекомендаций и мероприятий по повышению эффективности государственного регулирования охраны окружающей среды и природопользования[9].
- разработка региональной прогнозной концепции, позволяющей оценить экологические последствия глобального антропогенного потепления. Рассмотрение прогнозных ландшафтно-экологические сценариев ближайшего будущего биосферы, выявление механизмов предполагаемых изменений в мозаике растительности, почв и самих ландшафтов при различных сценариях климатических изменений за период до середины XXI века[10]
- определение влияния ионов тяжёлых металлов на рост, морфогенез и биохимический состав водных растений. Выявление наличия многоуровневой защиты в клетках от токсического воздействия металлов[11]
- изучение структуры флоры Волго-Ахтубинской поймы и дельты Волги; регистрация 1010 видов, в том числе 200 — адвентивных, составление конспекта альгофлоры планктона нижневолжских водохранилищ и их основных притоков, включающего 1898 видов, разновидностей и форм водорослей[12];
- определение итогов почти полувекового изучения структуры сообществ рыб в бассейне Средней Волги и его изменений после образования Волжских водохранилищ[13];
- сравнительное исследование фауны инфузорий Саратовского водохранилища и водоемов поймы, надпойменных террас и водоразделов. Регистрация 141 вида инфузорий перифитона, из которых 58 видов были отмечены впервые для Саратовского водохранилища, а 48 видов — для Волжского бассейна[13];.
- доклад «Характеристика условий естественного воспроизводства стерляди. Рекомендации по охране мест зимовки и нереста, восстановлению численности стерляди в Саратовском водохранилище», который был передан в Государственный комитет Российской Федерации по рыболовству для реализации мероприятий по увеличению численности стерляди[14].
- создание базы данных, отражающей состояние биологических ресурсов для территории бассейнов Средней и Нижней Волги (сосудистые растения, птицы, млекопитающие, пресмыкающиеся);[15].
- создание прогнозной топоэкологической концепции «Глобальные изменения на локальном уровне» со сценариями ожидаемых функциональных и структурных изменений лесных экосистем в различных зональных условиях Волжского бассейна в условиях глобального потепления[16].
- определение закономерностей формирования фитопланктона малых водоёмов лесостепного Поволжья. Установление зависимости флористического разнообразия от кислотности среды.[17].
- методика расчёта вероятных зависимостей первичной биопродуктивности от изменений климата и уровня антропогенного загрязнения на основании прогнозных ландшафтно-экологических сценариев глобального потепления климата для территории Волжского бассейна[18].
- работа по разработке теоретических и методологических положений прогнозной концепции «Глобальные изменения на локальном уровне при изменении климата», на основе которых был сделан прогноз изменений биопродуктивности Волжского бассейна при различных сценариях климатических изменений.[19].
- методика ландшафтно-экологического прогнозирования углеродного баланса в лесных экосистемах при изменениях климата"[20];
- итоги многолетних исследований экосистем территории Волжского бассейна и прогнозы биопродуктивности экосистем и устойчивого развития социо-эколого-экономической системы Волжского бассейна[21];
- издание «Красной книги Самарской области»[22];
- исследования инвазионного процесса в России, конкретно по распространению вселенцев и их влиянию на экосистемы Понто-каспийско-волжско-балтийского инвазионного коридора.[23];
- оценка влияния социо-эколого-экономических факторов на состояние здоровья населения на территории Волжского бассейна. Самыми значимыми оказались социально-экономические (63,19 %), природные (17,91 %) и антропогенные факторы (17,64 %)[24].
- обоснование необходимости использовать для нормирования сбросов вредных веществ в природные водоемы не значения ПДК, а региональные нормативы. учитывающие природно-климатические особенности водоёмов.[25].
- количественная оценка роста (на 30-50 %) числа смертей среди населения на территории Волжского бассейна, как возможного следствия аномальной жары лета 2010 года[26]
- оценка влияния аномальных погодных условий 2010 года на интенсивность процесса антропогенного эвтрофирования крупных водохранилищ Средней и Нижней Волги. Рекомендовано внедрение региональных критериев нормирования биогенной нагрузки на водоемы[27]
- установление неспецифических реакций чужеродных видов рыб Понто-Каспийского комплекса на качество водных масс волжских водохранилищ. Увеличение их численности связано не их устойчивостью к загрязнениям, а наличием свободных трофических ниш и обширных нерестовых участков, которые не осушаются во время весеннего сброса уровня воды"[28]
- обнаружение новых видов паразитов для рыб-вселенцев, а также подтверждение факта заражения и местными паразитами, что говорит о включении вселенцев в трофические цепи водоемов Средней и Нижней Волги.[29]
- обнаружение и описание структурной перестройки фитопланктона Куйбышевского водохранилища и его возможному переходу к планктотрихетовому состоянию[30]
- концепция изменения биоразнообразия, включающая структурные особенности, пространственную и многолетнюю динамику биоты уникальных экосистем соленых рек юга России при воздействии градиента экстремальных факторов разного генезиса, а также методология математического анализа для оценки динамики продольного распределения сообществ равнинных рек[31]

## Коллекции
В институте имеется ряд коллекций, отражающих компоненты растительного и животного мира Волжского бассейна:
- Коллекция постоянных препаратов типовых видов гельминтов позвоночных животных Средней Волги: 180 единиц хранения;
- Коллекция препаратов типовых видов зоопланктона (Cladocera, Copepoda): 156 единиц хранения;
- Фондовая коллекция земноводных животных территории Волжского бассейна: более 700 экземпляров;
- Рабочая коллекция культур фототрофных микроорганизмов (преимущественно бактерий): 6 чистых и более 30 смешанных культур аноксигенных фототрофных бактерий (сем. Chromatiaceae, Chlorobiaceae), цианобактерий, диатомовых и зелёных водорослей;
- Коллекция метанотрофных, водородокисляющих, железоокисляющих, железовосстанавливающих и сульфатредуцирующих бактерий: около 100 чистых и накопительных культур;
- Коллекция рептилий (влажные препараты): 4 экз. черепах, более 500 экз. ящериц и более 600 экземпляров змей;
- Коллекция древесных спилов и сухих плодов древесных растений. Содержит 28 образцов, относящихся к 13 семействам, составлен отдельный каталог.

### Гербарии
ИЭВБ РАН располагает тремя гербарными коллекциями:
- Гербарий лаборатории проблем фиторазнообразия (PVB), создан в 2002 году, содержит около 20 000 образцов сосудистых растений, в основном флоры Среднего и Нижнего Поволжья; представлены сборы с Верхнего Поволжья, Южного Урала, Крыма, Кавказа, Алтая и других регионов. По оценкам на март 2012 года в коллекции были представлены 218 из 281 вида редких сосудистых растений Красной книги Самарской области.
- Гербарий лаборатории фитоценологии (TLT), свыше 6 000 образцов сосудистых растений, в основном, флоры Волго-Ахтубинской поймы и дельты Волги; имеются сборы с горы Большое Богдо, из Казахстана и Туркменистана.
- Гербарий мхов. Содержит 92 образца, из них 8 сфагновых мхов. Коллекция не обрабатывалась.

### Дендрологический парк
Дендрологический парк площадью 2,2 га был создан ещё в 1964 году вокруг здания тогда ещё Куйбышевской биологической станции благодаря инициативе и усилиям её первого директора Н. А. Дзюбана. Тогда было высажено около 100 таксонов, однако часть из них не смогла пережить суровых тольяттинских зим, как, например, бобовник «Золотой дождь» (Laburnum anagyroides Medik.).
Первая попытка ревизии дендрофлоры парка была предпринята в 1976—1977 годах, однако тогда были описаны только наиболее интересные виды, полный же перечень не был определён. Вторая ревизия была проведена в 2002—2003 годах сотрудниками института доктором биологических наук Сергеем Саксоновым и кандидатом биологических наук Е. А. Ужамецкой. Ими были выявлены 77 таксонов древесной флоры виды, формы, варианты, кроме сортов), относящиеся к 26 семействам, 49 родам.

С тех пор коллекция регулярно пополнялась и новыми видами. В 2004 году дендрарий был принят в состав регионального Совета ботанических садов Урала и Поволжья на правах ассоциированного члена, а в 2006 году был принят в члены Совета.
Всего в коллекции насчитывается около 2 тыс. единиц насаждений. Полный таксономический состав можно найти в литературе.

## Библиотека
В институте находится научная библиотека, в фонде которой более 70 тысяч экземпляров, среди которых 35 тыс. книг, в том числе около 700 на иностранных языках. Остальное — периодические издания. В фондах имеются уникальные издания и личные книги многих учёных: академиков В. Н. Сукачёва, М. С. Гилярова, а также домашние библиотеки, переданные докторами и кандидатами наук: В. И. Жадиным, М. А. Фортунатовым, И. О. Распоповым, А. П. Хохряковым, Н. А. Дзюбаном, П. М. Дуниным, М. М. Выхристюком. Заключены договора на обслуживание с Российской государственной библиотекой и с Самарской областной универсальной библиотекой.

## Периодические издания ИЭВБ РАН
- Журнал «Фиторазнообразие Восточной Европы» см. сайт журнала http://www.phytodiveuro.org/ Архивная копия от 12 августа 2014 на Wayback Machine
- Естественно-научный бюллетень «Самарская Лука» Архивная копия от 1 февраля 2012 на Wayback Machine
- Журнал «Известия Самарского научного центра РАН» Архивная копия от 1 февраля 2012 на Wayback Machine
- Серия «Библиография ученых ИЭВБ РАН»
- «Актуальные проблемы герпетологии и токсикологии»
- «Зоопланктон Волги»
- «Фитопланктон Волги»
- Экологический сборник «Труды молодых ученых Поволжья»
- Газета «Волжский естествоиспытатель»
- Газета Тольяттинского отделения РБО «Flora foliumii»

## Музей
На базе института создан Экологический музей Волжского бассейна, в которой есть как постоянно действующие, так и временные  тематические выставки. В музее проводятся экскурсии для школьников и студентов.

## Координаты
Адрес: 445003, г. Тольятти, Самарская область, ул. Комзина, 10 

Телефон: (8482) 48-99-77 

Факс: 48-95-04 

e-mail: ievbras2005@mail.ru